# رابین لیندسی
رابین لیندسی (انگلیسی: Robin Lindsay; ۱۱ ژانویهٔ ۱۹۱۴ – ۶ آوریل ۲۰۱۱) بازیکن هاکی روی چمن اهل بریتانیا بود.